# David Gleirscher
David Gleirscher (* 23. července 1994, Hall in Tirol) je rakouský sáňkař. Je držitel dvou olympijských medailí, obě získal na hrách v Pchjongčchangu roku 2018. Zde vyhrál překvapivě závod jednotlivců a krom toho získal i bronz ze soutěže smíšených týmů. Jeho vítězství bylo senzací, neboť předtím nestál ani jednou ve světovém poháru na stupních vítězů a na hry v jel jako náhradník. Týmové zlato má z mistrovství světa (2021) a mistrovství Evropy (2020). Jeho otec Gerhard Gleirscher a bratr Nico Gleirscher jsou rovněž úspěšnými sáňkaři. Civilním povoláním je policista.